# Classe Contra-Amiral Eustațiu Sebastian
La classe Contra-Amiral Eustațiu Sebastian o Project Tetal II è una classe di corvette antisommergibili (o fregate leggere), composta da due unità entrate in servizio con la Marina militare romena a partire dal 1989.

## Caratteristiche

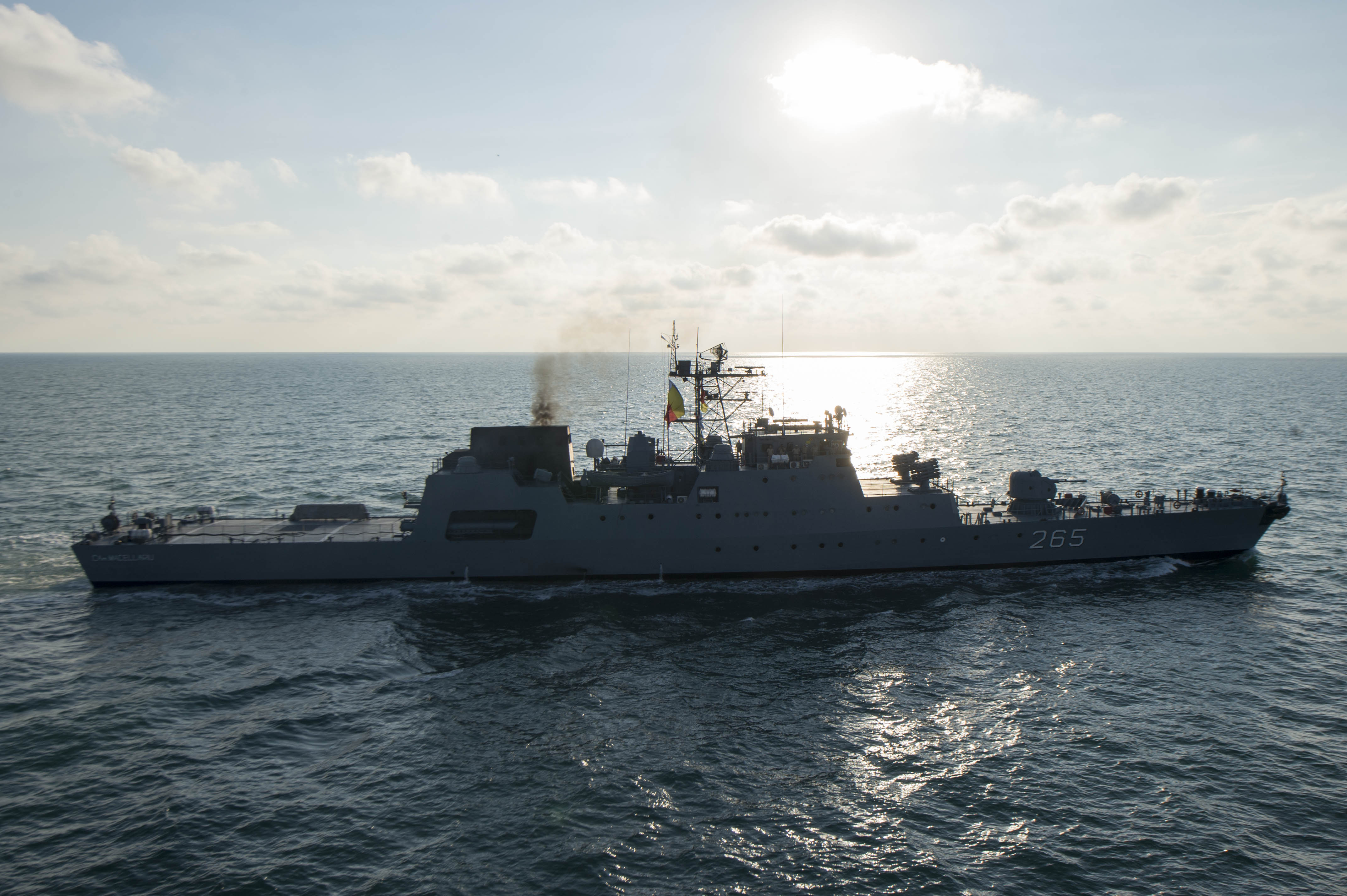
La Horia Macellariu fotografata nel 2017

Le Eustațiu Sebastian sono fondamentalmente una versione migliorata delle di poco precedenti corvette della classe Amiral Petre Bărbuneanu (Project Tetal I), ma con varie modernizzazioni per quanto riguarda sensori e armamenti e con l'installazione di una piattaforma per elicotteri a poppa.
Lo scafo delle Eustațiu Sebastian è lungo fuori tutto 92,4 metri, largo 11,7 metri e con un pescaggio di 3,75 metri; il dislocamento standard è di 1.540 tonnellate, che salgono a 1.660 con la nave a pieno carico. Il ponte principale è continuo, con le sovrastrutture raggruppate in un massiccio blocco a centro nave: subito dietro una tuga a prua si trova il blocco della plancia con, alle sue spalle, un albero a traliccio per i sensori; l'unico fumaiolo è spostato molto verso poppa, al limite del ponte di volo. L'equipaggio ammonta a 79 tra ufficiali e marinai.
L'apparato propulsivo si basa su quattro motori diesel 16R-251 FM1 azionanti altrettanti alberi motore; la potenza complessiva è di 13.140 cavalli vapore, che garantisce una velocità massima di 24 nodi. L'apparato sensoristico è composto da un impianto radar di scoperta di superficie MR-302 Rubka, due radar di navigazione Nayada, un radar di controllo del fuoco MR-123 Vympel e un sonar a scafo Herkules; come sistema difensivo sono installati due lanciatori PK-16 per chaff.
L'armamento d'artiglieria comprende un cannone da 76 mm AK-176, installato in una torre a prua e impiegabile tanto contro bersagli di superficie quanto contro bersagli aerei, e quattro impianti CIWS a sei canne da 30 mm AK-630 per la difesa antiaerea e antimissile a corta distanza. Per la lotta antisommergibili sono disponibili due impianti binati di tubi lanciasiluri da 533 mm, installati lungo le fiancate, e due lanciarazzi RBU-6000 collocati sulla tuga prodiera dietro la torre del cannone. L'ampio ponte di volo poppiero consente l'appontaggio di un elicottero, anche se non è presente un hangar per il suo ricovero.

## Unità
Entrambe le unità sono state realizzate nel cantiere Santierul 2 Mai di Mangalia in Romania.
| Nome                             | Impostazione | Varo           | Entrata in servizio | Status                       |
| -------------------------------- | ------------ | -------------- | ------------------- | ---------------------------- |
| Contra-Amiral Eustaţiu Sebastian | 1987         | 12 aprile 1998 | 30 dicembre 1989    | in servizio attivo (al 2019) |
| Contra-Amiral Horia Macellariu   | 1988         | 15 maggio 1994 | 29 settembre 1996   | in servizio attivo (al 2019) |